# Aleksandra Orlova
Aleksandra Andrejevna Orlova (Russisch: Александра Андреевна Орлова) (Moskou, 28 augustus 1997) is een Russische freestyleskiester. Ze vertegenwoordigde haar vaderland op de Olympische Winterspelen 2014 in Sotsji. Ze nam onder olympische vlag deel aan de Olympische Winterspelen 2018 in Pyeongchang.

## Carrière
Bij haar wereldbekerdebuut, op 10 januari 2014 in Deer Valley, scoorde Orlova direct wereldbekerpunten. Vier dagen later behaalde ze in Val Saint-Côme haar eerste toptienklassering in een wereldbekerwedstrijd. Tijdens de Olympische Winterspelen van 2014 in Sotsji eindigde de Russin als twintigste op het onderdeel aerials.
In februari 2016 stond Orlova in Deer Valley voor de eerste maal in haar carrière op het podium van een wereldbekerwedstrijd. Op de wereldkampioenschappen freestyleskiën 2017 in de Spaanse Sierra Nevada eindigde ze als zestiende op het onderdeel aerials. Tijdens de Olympische Winterspelen van 2018 in Pyeongchang eindigde de Russin als achtste op het onderdeel aerials.

## Resultaten

### Olympische Spelen
| Jaar | Plaats      | Resultaten  |
| ---- | ----------- | ----------- |
| 2014 | Sotsji      | 20e Aerials |
| 2018 | Pyeongchang | 8e Aerials  |

### Wereldkampioenschappen
| Jaar | Plaats        | Resultaten  |
| ---- | ------------- | ----------- |
| 2017 | Sierra Nevada | 16e Aerials |

### Wereldbeker
Eindklasseringen
| Seizoen   | Algm | AE  |
| --------- | ---- | --- |
| 2013/2014 | 102e | 20e |
| 2015/2016 | 22e  | 4e  |
| 2016/2017 | 30e  | 8e  |
| 2017/2018 | 44e  | 9e  |